# Giuseppe Caron
Giuseppe Caron (Treviso, Itàlia 1904) és un polític italià que fou ministre al seu país i Vicepresident de la Comissió Europea entre 1962 i 1963.

## Biografia
Va néixer el 24 de febrer de 1904 a la ciutat de Treviso, població situada a la regió del Vèneto. Després d'estudiar química a la universitat fou farmacèutic, i el 1952 fou nomenat vicepresident de la Cambra de Comerç italiana.

## Activitat política

### Política italiana
Membre de la Democràcia Cristina, participà activament en la resistència italiana durant la Segona Guerra Mundial. L'any 1948 fou escollit senador al Senat d'Itàlia, escó que no abandonà fins al 1972 (exceptuant el període en el qual fou Comissari Europeu). El 1955 fou nomenat sotsecretari d'Obres Públiques en el govern d'Antonio Segni, càrrec que ocupà fins al 1957, i posteriorment fou sotssecretari de Defensa en els governs d'Adone Zoli (1957-1958) i Amintore Fanfani (1958-1959).

### Política europea
Interessat en la política europea el 1959 fou designat membre italià del Consell d'Europa. Així mateix el novembre de 1959 fou escollit Comissari Europeu en la Comissió Hallstein I en substitució de Piero Malvestiti, sent nomenat responsable de la cartera del Mercat Interior. En la formació de la Comissió Hallstein II fou nomenat Vicepresident de la mateixa i responsable del Mercat Interior. Caron renuncià a la Comissió Europea el 15 de maig de 1963, sent substituït per Guido Colonna.

### Retorna a la política italiana
Al seu retorn a la política italiana participà en diversos governs dirigits per Aldo Moro com a sotsecretari del Ministeri de Pressupostos, càrrec que repetí en el govern de Mariano Rumor entre 1968 i 1969. Finalment entre 1969 i 1970 fou Ministre de Pressupostos sota el govern de Rumor.